# Polycentropus chellus
Polycentropus chellus là một loài Trichoptera trong họ Polycentropodidae. Chúng phân bố ở miền Tân bắc.